# Château de Condé-sur-Moselle
Pour les articles homonymes, voir Condé et Château de Condé.
Le château de Custines, dit de Condé-sur-Moselle est un château fort médiéval, en ruines depuis le XVIIe siècle, situé à Custines, à la confluence de la Meurthe et de la Moselle.

## Histoire
Le toponyme celte de Condé confirme une occupation ancienne du site qui domine la confluence des deux rivières et d'un ruisseau (la Mauchère) dont la vallée est l'une des voies d'accès au Saulnois.
À la suite de l'expansion du Comté de Bar en direction du Saulnois, les évêques de Metz décident de faire édifier un château qui contrôle l'une des voies d'accès à leurs salines. Au milieu du XIIIe siècle, ils édifient les châteaux de Nomény et Condé.
L'avouerie de Condé est achetée en 1253 par l'évêque Jacques de Lorraine, le château sera achevé par son successeur, Philippe de Florange en 1261. Mécontents, les comtes de Bar obligent l'évêque à leur engager Condé, le château passe ainsi sous pavillon comtal.
Avec la réunion des duchés de Lorraine et  de Bar en 1420, Charles II de Lorraine fait restaurer le château qui devient alors une base arrière des ducs de Lorraine dans les actions qu'ils menaient contre la cité de Metz. C'est ainsi que l'évêque Conrad II Bayer de Boppard qui avait été capturé quelques mois plus tôt le 11 octobre 1439 au château d'Amance fut détenu dix semaines à Condé (ch. de Custines) par les troupes du duc de Bar.
En 1467, durant la guerre contre la Bourgogne, le château est incendié par les Bourguignons et en 1473, l'évêque de Metz cède à Charles le Téméraire son droit de rachat. Le château est dès lors un important verrou dans le dispositif du siège de Nancy qui s'achèvera par la célèbre bataille de Nancy en 1477.
René II de Lorraine modernise le château de Condé qui devient un lieu de résidence fréquent de la cour ; c'est dans le château que naîtra Claude de Lorraine, premier Duc de Guise.
C'est aussi de ce château que partiront les diverses expéditions militaires de représailles en direction de Metz et de son évêque qui l'avait trahi.
À la suite de la guerre contre les Français, le château est démantelé en 1635 par ces derniers ; il servira dès lors de carrière jusqu'au début du XXe siècle. Il semble qu'une partie des pierres du château furent réutilisées pour édifier la chartreuse de Bosserville.

## L'ouvrage fortifié

### Le site
Le château-fort était situé sur une terrasse au-delà du confluent de la Meurthe et de la Moselle, en contrôle d'accès à la vallée de la Mauchère et de la route rive droite de la Moselle. La terrasse domine également le bourg, plus ancien, situé en contrebas.
Les vestiges (protégés par le périmètre Monument Historique de l'église de Custines) sont relativement arasés mais permettent toutefois d'imaginer avec précision l'étendue du château.

### Le château
L'édifice dessine un quadrilatère irrégulier :
- À l'ouest, sur 54 m, se situent la tour à Prisons, la porterie et le pont-levis, les appartements du châtelain, la chapelle et une grange[5].
- Au nord se trouvent sur 75 m la tour de l'Évêque, une grange, des logis et le donjon N-E[5].
- Le côté est regroupe sur 45 m une grange surmontée de la grande et petite salle du Parement, des chambres de domestiques, les offices et la tour à Moulin[5].
- Au sud, sur 75 m, la cuisine de bouche, la cuisine des communs, le grand poêle, le four et douze chambres[5].

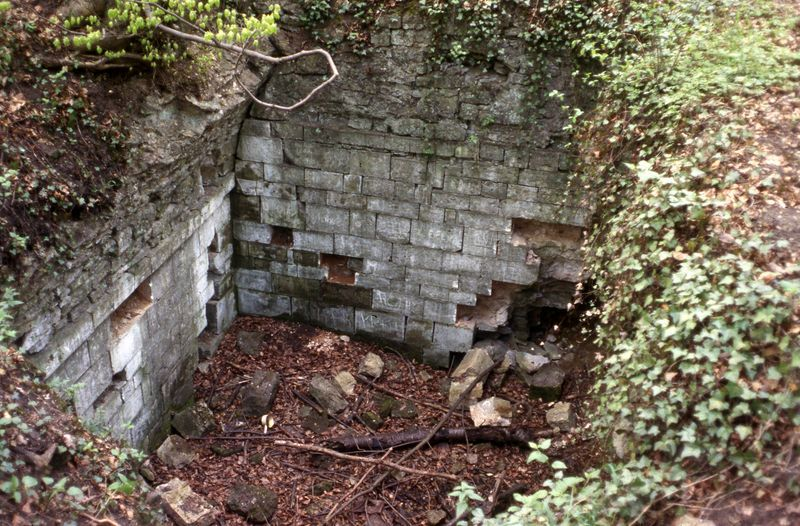
Citerne du XVIe siècle
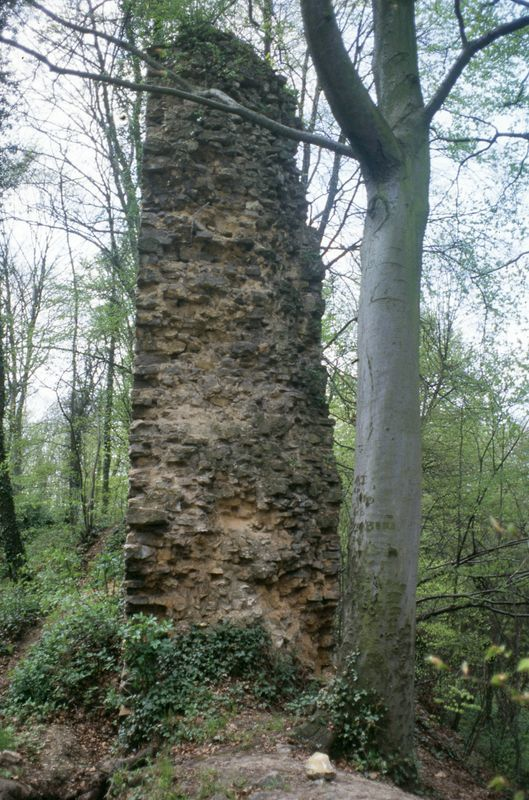
Courtine nord
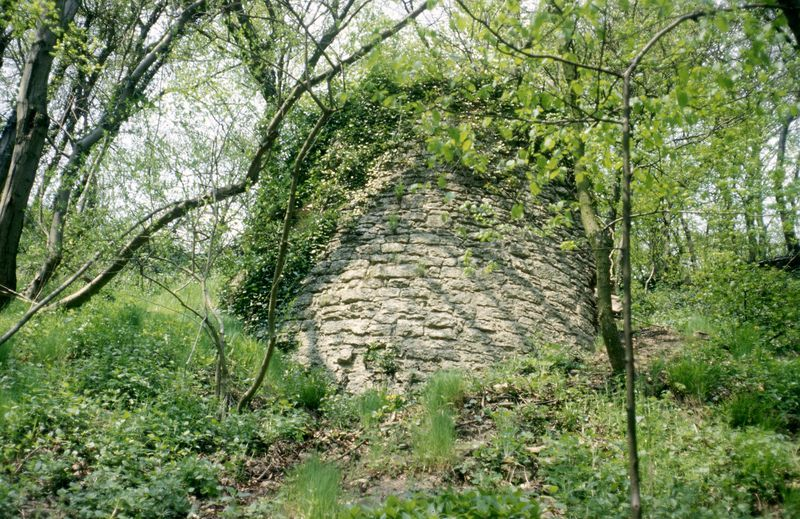
Parement extérieur de la tour du Colombier
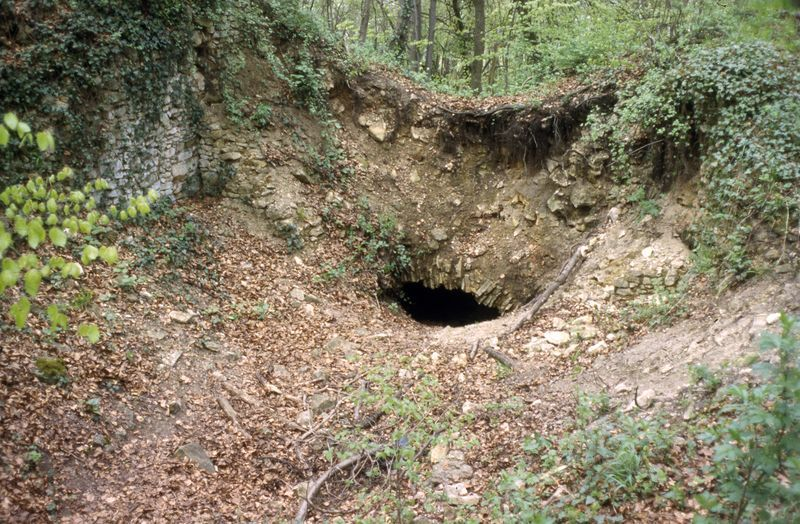
Vestiges de la cave nord

### L'enceinte extérieure
Les défenses périphériques du XIVe siècle ont disparu. Dès 1490, puis en 1522 et surtout en 1586, des constructions adaptent la défense de l'édifice pour permettre l'utilisation de l'artillerie avec barbacane et une puissante batterie d'artillerie complétée par une tour d'artillerie.

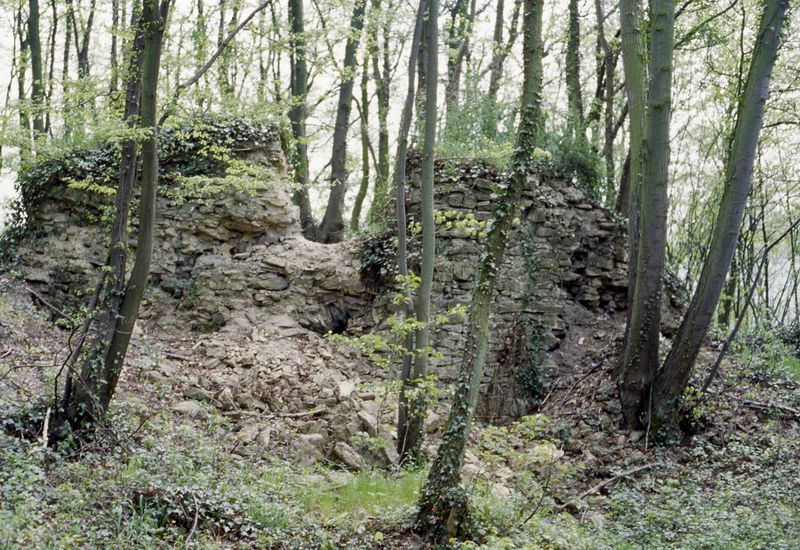
Barbacane occidentale
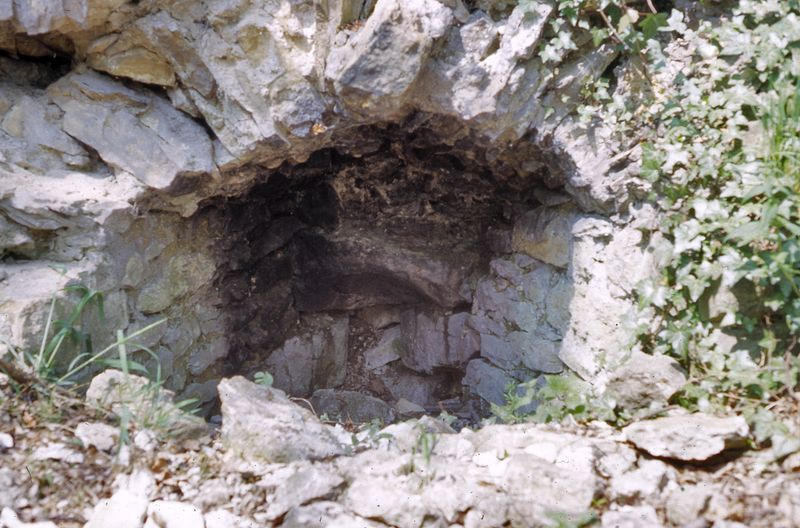
Niche de tir
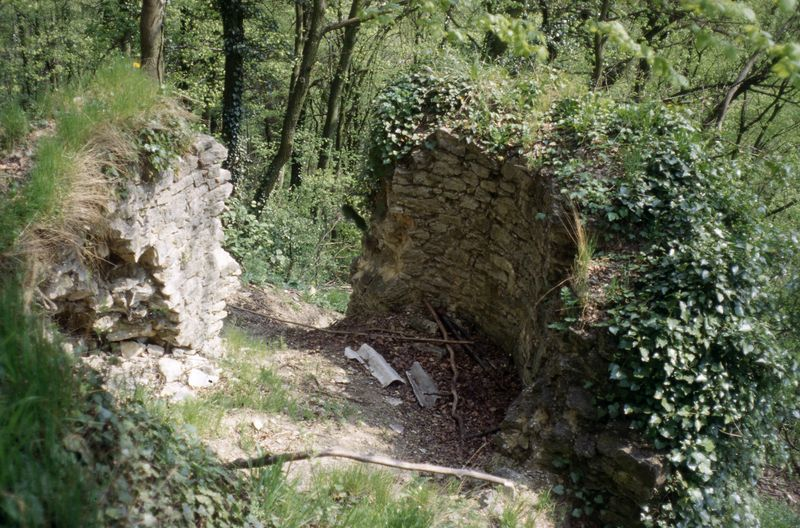
Tour du Colombier
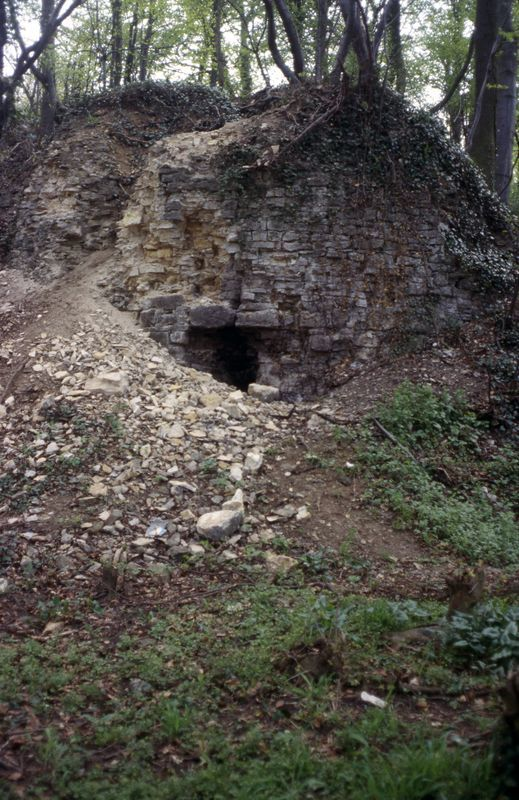
Tour nord-ouest